# La Vancelle
La Vancelle (Wanzel in tedesco,Wànzel in alsaziano) è un comune francese di 401 abitanti situato nel dipartimento del Basso Reno nella regione del Grand Est.

## Società

### Evoluzione demografica
Abitanti censiti